# Danger de mort (documentaire 2014)
Pour les articles homonymes, voir Danger de mort.
Danger de mort est une série documentaire diffusée sur National Geographic Channel à partir du 2 janvier 2014.

## Concept
Grâce à des vidéos enregistrées sur le moment et grâce à des animations numériques, cette série raconte les histoires de personnes se retrouvant dans une situation désespérée. Un questionnaire à choix multiple (QCM) est présenté au téléspectateur et propose de choisir parmi les possibilités qu’ont eues ces personnes lors de leur lutte pour survivre. Chaque réponse du QCM est illustrée par des animations numériques, illustrant si ce choix aurait permis ou non de se sortir indemne de la situation.

## Émissions

### Saison 1 (2014)
| Numéro d'épisode | Titre original            | Titre français         | Date de diffusion |
| ---------------- | ------------------------- | ---------------------- | ----------------- |
| 01               | Raging Bull               | Taureau enragé         | 2 janvier 2014    |
| 02               | Disaster in the Sky       | Panique en plein ciel  | 2 janvier 2014    |
| 03               | Choking to Death          | Gourmandise mortelle   | 9 janvier 2014    |
| 04               | Killer Tsunami!           | Tsunami dévastateur    | 9 janvier 2014    |
| 05               | Deadly Rapids             | Descente mortelle      | 16 janvier 2014   |
| 06               | Shark Attack!             | Attaque de requin      | 16 janvier 2014   |
| 07               | Up in Flames              | Courant mortel         | 23 janvier 2014   |
| 08               | A Gory End                | Une fin sanglante      | 23 janvier 2014   |
| 09               | Falling Through Ice       | Tomber à travers glace | 30 janvier 2014   |
| 10               | Disaster on the High Seas | Catastrophe en mer     | 30 janvier 2014   |
| 11               | Icy Highway Crisis        | Camion en crise        | 6 février 2014    |
| 12               | Deadly Ocean Pull         | Ciel en feu            | 6 février 2014    |
| 13               | Fire in the Sky           | En proie aux flammes   | 13 février 2014   |
| 14               | Terrible Twister          | Terrible tornade       | 13 février 2014   |
| 15               | Antler Assault            | Agression imprévue     | 20 février 2014   |
| 16               | Deadly Mudslide           | Coulée de boue         | 20 février 2014   |